# Венсан, Родольф
Родо́льф Венса́н (фр. Rodolphe Vincent; род. 11 января 1993) — французский кёрлингист.

## Достижения
- Первенство Европы по кёрлингу среди юниоров: серебро (2010), бронза (2008, 2009).
- Чемпионат Франции по кёрлингу среди юниоров: золото (2007, 2008, 2009).[1]

## Команды
| Сезон   | Четвёртый      | Третий                | Второй            | Первый            | Запасной                                      | Турниры             |
| ------- | -------------- | --------------------- | ----------------- | ----------------- | --------------------------------------------- | ------------------- |
| 2008    | Жоффруа Венсан | Гийом Венсан          | Родольф Венсан    | Фредерик Буттуден | Antoine Chambel тренер: Патрик Филипп         | ПЕЮ 2008            |
| 2009    | Жоффруа Венсан | Гийом Венсан          | Родольф Венсан    | Фредерик Буттуден | Antoine Chambel тренер: Marc Lerave-Alexandre | ПЕЮ 2009            |
| 2010    | Жоффруа Венсан | Гийом Венсан          | Родольф Венсан    | Фредерик Буттуден | Том Беррен тренер: Marc Lerave-Alexandre      | ПЕЮ 2010            |
| 2011    | Жоффруа Венсан | Родольф Венсан        | Фредерик Буттуден | Louis Gaddi       | Том Беррен тренер: Гийом Венсан               | ПЕЮ 2011 (11 место) |
| 2013    | Родольф Венсан | Jules Minarie Pagnier | Том Беррен        | Louis Gaddi       | Gaspard Delobel тренер: Jean-Olivier Biechely | ПЕЮ 2013 (11 место) |
| 2013—14 | Жоффруа Венсан | Гийом Венсан          | Родольф Венсан    | Фредерик Буттуден | Том Беррен тренер: Alain Contat               | ЧЕ 2013 (9 место)   |
| 2014—15 | Жоффруа Венсан | Гийом Венсан          | Фредерик Буттуден | Родольф Венсан    |                                               |                     |

(скипы выделены полужирным шрифтом)